# إليانور إستس
إليانور إستس (بالإنجليزية: Eleanor Estes)‏ (9 مايو 1906، ويست هيفن في الولايات المتحدة - 15 يوليو 1988، هامدن في الولايات المتحدة)؛ أمينة مكتبة، كاتبة للأطفال، كاتِبة وروائية أمريكية.

## روابط خارجية
- إليانور إستس على موقع ميوزك برينز (الإنجليزية)